# Shonia bickertonensis
Shonia bickertonensis är en törelväxtart som först beskrevs av Raymond Louis Specht, och fick sitt nu gällande namn av David A. Halford och Rodney John Francis Henderson. Shonia bickertonensis ingår i släktet Shonia och familjen törelväxter. Inga underarter finns listade i Catalogue of Life.